# Guglielmo I di Nassau-Dillenburg
Guglielmo I di Nassau-Dillenburg (Dillenburg, 10 aprile 1487 – Dillenburg, 6 ottobre 1559), detto anche Guglielmo il Ricco riferito al fatto di aver generato molti figli, fu un conte di Nassau-Dillenburg dal 1516 al 1559.

## Biografia
Guglielmo era il più giovane dei figli del conte Giovanni V di Nassau-Dillenburg, e di sua moglie, la langravia Elisabetta d'Assia-Marburg, figlia del langravio Enrico III d'Assia-Marburg e di Anna di Katzenelnbogen. 
Divenne conte di Nassau-Dillenburg alla morte del padre nel 1516. Il fratello maggiore Enrico aveva già ereditato il Nassau nei Paesi Bassi nel 1504.

## Regno
Divenne un luterano moderato e introdusse nel 1533 nel Nassau-Dillenburg la Riforma, dal 1535 un membro della Lega di Smalcalda, ma rimase fedele all'imperatore Carlo V.
Poco ambizioso, Guglielmo rifiutò nel 1528 il governatorato del Lussemburgo. Ha promosso l'agricoltura e ha fondato scuole.
Il 14 novembre 1537 introdusse una completa libertà di commercio nelle campagne, dopo che la città di Siegen gli negò le tasse. 
Suo figlio maggiore, Guglielmo, ereditò il principato di Orange ed il primo casato d'Orange-Nassau discende da lui, mentre il secondo casato d'Orange-Nassau (e la famiglia reale olandese) discende sia da primogenito Guglielmo che dal secondogenito Giovanni.

## Matrimoni

### Primo Matrimonio
Sposò, il 29 ottobre 1506 a Coblenza, la contessa Walburga di Egmond (29 ottobre 1490–marzo 1529), figlia di Giovanni III d'Egmond. Ebbero due figlie:
- Elisabetta (ottobre 1515–31 gennaio 1523)
- Maddalena (6 ottobre 1522–18 agosto 1567), sposò il conte Ermanno di Neuenahr e Mörs

### Secondo Matrimonio
Sposò, il 20 settembre 1531 a Siegen, la contessa Giuliana di Stolberg-Wernigerode (15 febbraio 1506–18 giugno 1580). La coppia ebbe dodici figli:
- Guglielmo I d'Orange (24 aprile 1533–10 luglio 1584)
- Ermanna (nata il 9 agosto 1534 e morta nell'infanzia)
- Giovanni VI "il Vecchio" (22 novembre 1536–28 ottobre 1606)
- Luigi di Nassau (10 gennaio 1538–14 aprile 1574)
- Maria (15 marzo 1539–maggio 1599), sposò il conte Guglielmo IV di Berg-s'Heerenberg
- Adolfo (11 luglio 1540–23 maggio 1568)
- Anna (21 settembre 1541–12 febbraio 1616), sposò il conte Alberto di Nassau-Weilburg
- Elisabetta (25 settembre 1542–18 novembre 1603), sposò il conte Corrado di Solms-Braunfels
- Caterina (19 dicembre 1542–25 dicembre 1624), sposò il conte Günther XLI di Schwarzburg-Arnstadt
- Giuliana (10 agosto 1546–31 agosto 1588), sposò  il conte Alberto VII di Schwarzburg-Rudolstadt
- Maddalena (15 dicembre 1547–16 maggio 1633), sposò il conte Volfango di Hohenlohe-Weikersheim
- Enrico (15 ottobre 1550–14 aprile 1574)

Guglielmo ebbe un figlio illegittimo, Gottfried, che aveva avuto da un'amante e che ricevette il nobile cognome di Nassau. Ricevette un feudo, nel 1547, la cui linea si estinse nel 1636.

## Ascendenza
|                                         |                            |                                           | Genitori                                  |  |  | Nonni |  |  | Bisnonni                                 |  |  | Trisnonni                              |  |
|                                         |                            |                                           |                                           |  |  |       |  |  | Engelberto I, conte di Nassau-Dillenburg |  |  | Giovanni I, conte di Nassau-Dillenburg |  |
|                                         |                            |                                           |                                           |  |  |       |  |  | Engelberto I, conte di Nassau-Dillenburg |  |  | Giovanni I, conte di Nassau-Dillenburg |  |
|                                         |                            | Margherita di Mark                        |                                           |  |  |       |  |  | Engelberto I, conte di Nassau-Dillenburg |  |  |                                        |  |
| Giovanni IV, conte di Nassau-Dillenburg |                            |                                           |                                           |  |  |       |  |  | Engelberto I, conte di Nassau-Dillenburg |  |  |                                        |  |
|                                         |                            | Giovanna di Polanen                       | Giovanni III, signore di Polanen          |  |  |       |  |  |                                          |  |  |                                        |  |
|                                         |                            | Giovanna di Polanen                       | Giovanni III, signore di Polanen          |  |  |       |  |  |                                          |  |  |                                        |  |
|                                         |                            | Giovanna di Polanen                       | Odilia di Salm                            |  |  |       |  |  |                                          |  |  |                                        |  |
| Giovanni V, conte di Nassau-Dillenburg  |                            | Giovanna di Polanen                       |                                           |  |  |       |  |  |                                          |  |  |                                        |  |
|                                         |                            | Giovanni II di Loon, signore di Heinsberg | Goffredo II di Heinsberg, conte di Loon   |  |  |       |  |  |                                          |  |  |                                        |  |
|                                         |                            | Giovanni II di Loon, signore di Heinsberg | Goffredo II di Heinsberg, conte di Loon   |  |  |       |  |  |                                          |  |  |                                        |  |
|                                         |                            | Giovanni II di Loon, signore di Heinsberg | Filippa di Jülich                         |  |  |       |  |  |                                          |  |  |                                        |  |
| Maria di Loon-Heinsberg                 |                            | Giovanni II di Loon, signore di Heinsberg |                                           |  |  |       |  |  |                                          |  |  |                                        |  |
|                                         |                            | Anna di Solms-Braunfels                   | Ottone I, conte di Solms-Braunfels        |  |  |       |  |  |                                          |  |  |                                        |  |
|                                         |                            | Anna di Solms-Braunfels                   | Ottone I, conte di Solms-Braunfels        |  |  |       |  |  |                                          |  |  |                                        |  |
|                                         |                            | Anna di Solms-Braunfels                   | Agnese di Falkenstein                     |  |  |       |  |  |                                          |  |  |                                        |  |
| Guglielmo I, conte di Nassau-Dillenburg |                            | Anna di Solms-Braunfels                   |                                           |  |  |       |  |  |                                          |  |  |                                        |  |
|                                         | Luigi I, langravio d'Assia | Ermanno II, langravio d'Assia             |                                           |  |  |       |  |  |                                          |  |  |                                        |  |
|                                         | Luigi I, langravio d'Assia | Ermanno II, langravio d'Assia             |                                           |  |  |       |  |  |                                          |  |  |                                        |  |
|                                         | Luigi I, langravio d'Assia | Margherita di Norimberga                  |                                           |  |  |       |  |  |                                          |  |  |                                        |  |
| Enrico III, langravio d'Assia-Marburg   | Luigi I, langravio d'Assia |                                           |                                           |  |  |       |  |  |                                          |  |  |                                        |  |
|                                         |                            | Anna di Sassonia                          | Federico I, principe elettore di Sassonia |  |  |       |  |  |                                          |  |  |                                        |  |
|                                         |                            | Anna di Sassonia                          | Federico I, principe elettore di Sassonia |  |  |       |  |  |                                          |  |  |                                        |  |
|                                         |                            | Anna di Sassonia                          | Caterina di Brunswick-Lüneburg            |  |  |       |  |  |                                          |  |  |                                        |  |
| Elisabetta d'Assia-Marburg              |                            | Anna di Sassonia                          |                                           |  |  |       |  |  |                                          |  |  |                                        |  |
|                                         |                            | Filippo I, conte di Katzenelnbogen        | Giovanni IV, conte di Katzenelnbogen      |  |  |       |  |  |                                          |  |  |                                        |  |
|                                         |                            | Filippo I, conte di Katzenelnbogen        | Giovanni IV, conte di Katzenelnbogen      |  |  |       |  |  |                                          |  |  |                                        |  |
|                                         |                            | Filippo I, conte di Katzenelnbogen        | Anna di Katzenelnbogen                    |  |  |       |  |  |                                          |  |  |                                        |  |
| Anna di Katzenelnbogen                  |                            | Filippo I, conte di Katzenelnbogen        |                                           |  |  |       |  |  |                                          |  |  |                                        |  |
|                                         |                            | Anna di Württemberg                       | Eberardo IV, conte di Württemberg         |  |  |       |  |  |                                          |  |  |                                        |  |
|                                         |                            | Anna di Württemberg                       | Eberardo IV, conte di Württemberg         |  |  |       |  |  |                                          |  |  |                                        |  |
|                                         |                            | Anna di Württemberg                       | Enrichetta di Mömpelgard                  |  |  |       |  |  |                                          |  |  |                                        |  |
|                                         |                            | Anna di Württemberg                       |                                           |  |  |       |  |  |                                          |  |  |                                        |  |